# Лоде (дворянский род)
Лоде (нем. von Lode) — дворянский род и фамилия.

## Происхождение и история рода
Происхождения датского, восходящий к XII веку. Две ветви его внесены в дворянские матрикулы Лифляндской губернии, великого княжества Финляндского и в VI часть родословной книги Санкт-Петербургской и Киевской губерний.
Известные представители:
- Лоде, Алексей Оттович — Георгиевский кавалер; капитан; 26 августа 1916.
- Лоде, Владимир Эдуардович — Георгиевский кавалер; полковник; 9 сентября 1915 (посмертно).
- Лоде, Эдуард Егорович (1816—1889) — тайный советник, был членом ученого комитета министерства государственных имуществ и считался отличным знатоком сельского хозяйства[1].

## Описание герба
В красном поле три отрубленных львиных лапы (2+1).
Щит увенчан дворянским шлемом с серебряно-красным бурелетом. Нашлемник — пять павлиньих перьев, между двух возникающих серебряных львиных лап. Намет красный с серебром.